# La chica que murió
La chica que murió (The Girl Who Died) es el título del quinto episodio de la novena temporada moderna de la serie británica de ciencia ficción Doctor Who, emitido el 17 de octubre de 2015. Es la primera parte de una historia en dos episodios que concluye con La mujer que vivió. En el episodio hizo su primera aparición Maisie Williams como Ashildr.

## Argumento
El Duodécimo Doctor y Clara llegan a la época de los vikingos y son capturados nada más de salir de la TARDIS y llevados a un poblado. Allí, una entidad extraterrestre que se hace pasar por Odín secuestra a todos los guerreros del pueblo y junto a ellos a Clara y a una muchacha llamada Ashildr a los que llevan a una nave. Todos los guerreros son asesinados, y Clara y Ashildr se encuentran con "Odín", que en realidad es el líder de los Mire, una raza con reputación de guerreros de gran fiereza, y que mató a los guerreros para hacerse con su testosterona y bebérsela. Ashildr le hace una declaración de guerra, y Odín acepta el desafío para el día siguiente, devolviéndolas al poblado. El Doctor y Clara solo tienen 24 horas para entrenar a un grupo de granjeros y pescadores que deberán enfrentarse contra diez de los mejores guerreros de los Mire.

### Continuidad
En el episodio se muestra la razón por la que el Duodécimo Doctor tiene el mismo rostro que Caecilius, de Los fuegos de Pompeya, y se muestran flashbacks de aquel episodio en los que aparecen Caecilius, el Décimo Doctor y Donna Noble. También se muestran flashbacks de Respira hondo, el primer episodio del Duodécimo Doctor, en el que se preguntaba por qué había adquirido ese rostro conocido.

## Emisión y recepción

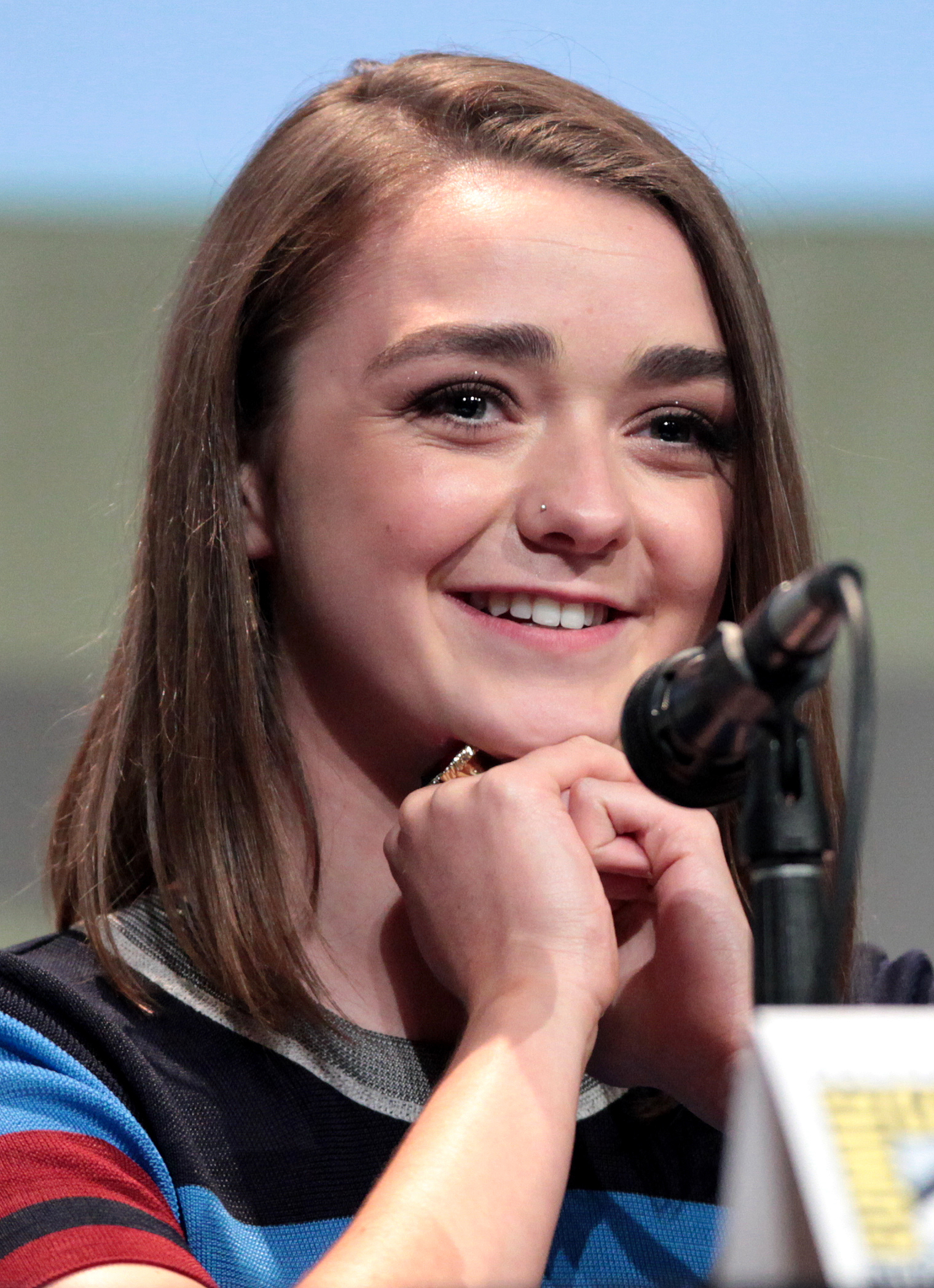
Maisie Williams intervino como coprotagonista en este episodio.

Doctor Who fue lo segundo más visto del día con 4,85 millones de espectadores según las mediciones nocturnas de audiencia, un aumento significativo respecto al episodio anterior y la audiencia nocturna más alta de la temporada hasta la fecha. Tuvo un 23,2% de cuota de pantalla.

### Recepción de la crítica
El episodio recibió críticas positivas, en las que muchos alabaron el humor del episodio, la resolución respecto al rostro del Doctor, y las interpretaciones de Capaldi, Coleman y Maisie Williams.
Patrick Mulkern de Radio Times le dio al episodio una puntuación perfecta de 5 estrellas sobre 5, afirmando que "Jamie Mathieson y Steven Moffat dotan a una fórmula tradicional con un giro de impredecibilidad e inmortalidad". Siguió diciendo que el episodio "toca una fibra muy tradicional pero de nuevo astutamente trasciende de ella, y logra ese santo grial de la ficción televisiva: la impredecibilidad", y también dijo que "todo lo que se supone debe ser divertido, es divertido, y los momentos tristes son tristes", a la vez que alabó la dirección del episodio como "impecable". Scott Collura de IGN también alabó sin reservas el episodio, dándole una puntuación de 8,8 sobre 10, calificado por el sitio como "genial". Alabó especialmente la interpretación de Capaldi, llamándola "grande y emotiva", a la vez que disfrutó de "la presentación del personaje de Maisie Williams" y los "grandes toques temáticos" del episodio. Resumió su crítica diciendo: "Doctor Who continua esta fuerte temporada con la llegada tan esperada de Maisie Williams como la chica que murió. Aunque la revelación de quién es su personaje en realidad puede convertirse en una decepción para los fans más antiguos, el episodio en sí mismo y sus grandes toques temáticos lo compensan más que suficientemente". Catherine Gee de The Telegraph también disfrutó del episodio, citando su "ritmo rápido" y afirmando que "ha dejado listos todos los ingredientes necesarios para algo grande la semana que viene". También dijo que "la secuencia del ataque y la batalla se presentó con velocidad. Si se sintió un poco apresurada no importó mucho, ya que claramente estaba preparando una segunda parte más grande".
Alasdair Wilkins de The A.V. Club alabó con fuerza el episodio, dándole una nota perfecta de "A", por primera vez en esta temporada, y diciendo que "el guion, la interpretación y la dirección se combinan para crear lo que posiblemente es el mejor episodio hasta la fecha de esta época del Doctor". Calificó el episodio como "fantásticamente divertido cuando quiere serlo", pero también alabó sin reservas la subtrama del rostro del Doctor, calificando la revelación como "maravillosamente sencilla". Cerró su crítica calificando el episodio como "un maldito triunf. Más que eso, es un triunfo porque se siente resolutivamente como un episodio de Doctor Who", y dijo que el episodio "recuerdo que lo que motiva las decisiones del Doctor son fundamentalmente las mismas emociones que todos sentimos, y eso es lo que lo convierte en una hora de televisión tan brillante". Morgan Jeffery de Digital Spy también alabó el episodio, diciendo que fue "distinto a todo lo que has visto antes". Calificó al episodio como "de ritmo rápido, con diálogos brillantes y divertidos y algunas grandes payasadas de Peter Capaldi", y siguió alabando a Williams como "agradablemente etérea en su papel, sin sobreactuar en ningún momento la naturaleza enigmática del personaje". Cerró su crítica diciendo que "aunque Doctor Who no debería ser así todas las semanas, la variedad sin límites del programa siempre ha sido su mejor baza, y es refrescante ver a The Girl Who Died rompiendo el molde y atreviéndose a ser completamente impredecible y diferente".